# Carex musei
Carex musei är en halvgräsart som beskrevs av Ernst Gottlieb von Steudel. Carex musei ingår i släktet starrar, och familjen halvgräs.
Artens utbredningsområde är Réunion. Inga underarter finns listade i Catalogue of Life.